# Lappida chlorochroma
Lappida chlorochroma är en insektsart som först beskrevs av Walker 1851.  Lappida chlorochroma ingår i släktet Lappida och familjen Dictyopharidae. Inga underarter finns listade i Catalogue of Life.